# عربی یهودی-تونسی
عربی یهودی-تونسی یکی از گویش‌های عربی تونسی است که توسط یهودیانی که در تونس زندگی می‌کنند یا می‌کردند تکلم می‌شود. سخنوران آن بیشتر کهنسالان هستند و نسل جوان به آن تسلط کامل ندارد. عربی یهودی-تونسی یکی از زبان‌های یهودی-عربی است که همهٔ گویش‌های یهودیان ساکن جهان عرب را در بر می‌گیرد.
بیشتر یهودیان تونس به اسرائیل مهاجرت و از زبان عبری استفاده می‌کنند. آن‌هایی که به فرانسه رفته‌اند به فرانسوی و سایرین که هنوز در تونس هستند بیشتر به عربی تونسی و فرانسوی سخن می‌گویند.